# Philipp Mayer (Politiker, 1804)

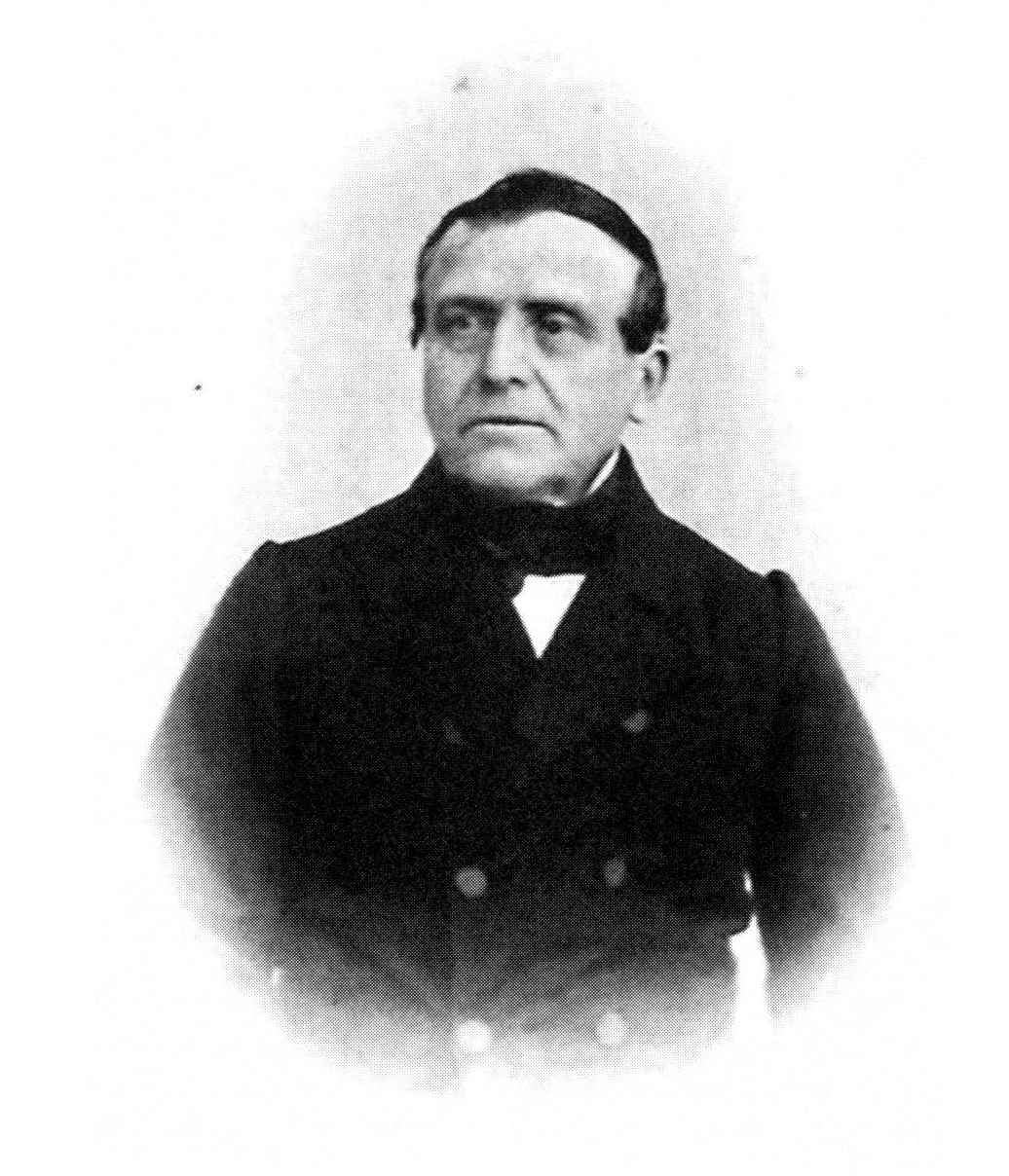
Philipp Mayer

Johann Philipp Mayer (* 1. Januar 1804 in Nürnberg; † 7. Januar 1868 in Gera) war ein deutscher Lehrer und Politiker.

## Leben
Mayer war der Sohn des Bierwirts und Weinmeisters in Nürnberg, Johann Peter Mayer und dessen Ehefrau Anna Jakobina Huper. Mayer, der evangelisch-lutherischer Konfession war, heiratete am 23. September 1829 in Köstritz Fanny Weber (* 11. Februar 1803 in Gera; † 19. Dezember 1869 ebenda), die Tochter des Kaufmanns und Fabrikbesitzers Johann Friedrich Ernst Weber in Gera. Sein Schwager war Alfred Weber.
Mayer besuchte das Gymnasium in Nürnberg und studierte 1821 bis 1825 Theologie und Philosophie in Erlangen. 1827 wurde er zum Dr. phil promoviert. Ab 1826 war er zunächst Verweser und nach der Prüfung für das höhere Schullehramt königlich bayerischer Studienlehrer am Gymnasium in Nürnberg. 1833 wurde er Prorektor und Ordinarius der Tertia am fürstlichen Gymnasium Rutheneum in Gera. 1840 wurde er dort Professor eloquentia und Ordinarius der Sekunda mit der Zusicherung der Nachfolge im Direktorats. 1850 erwarb er das Bürgerrecht in Gera. 1858 erhielt er den Charakter eines Schulrates. Vom 29. September bis 19. November 1867 war er Direktor des Gymnasiums Rutheneums und schied dann krankheitshalber aus dem Dienst aus.
Nach der Märzrevolution bewarb er sich um das Mandat in der Frankfurter Nationalversammlung für die Gemäßigten, konnte sich aber nicht durchsetzen. 1848 bis 1849 gehörte er dem konstituierenden Landtag Reuß jüngerer Linie an. Dort war er vom 4. Oktober 1848 bis zum 21. Dezember 1849 Landtagspräsident. 1850 war er Mitglied im Staatenhaus des Erfurter Unionsparlaments. Er wurde auf Vorschlag der fürstlichen Regierung vom Landtag gewählt.
1843 wurde er in Erlangen zur Dr. theol. h. c. ernannt. 1863 erhielt er das fürstliche Zivilehrenkreuz.